# Amanlis
Amanlis (bretonisch: Amanliz; Gallo: Amanli) ist eine französische Gemeinde mit 1.765 Einwohnern (Stand: 1. Januar 2022) im Département Ille-et-Vilaine in der Region Bretagne. Sie gehört zum Arrondissement Fougères-Vitré und zum Kanton Janzé. Die Einwohner werden Amanlisiens und Amanlisiennes genannt.

## Geographie
Amanlis liegt etwa 15 Kilometer südöstlich von Rennes an der Seiche. Umgeben wird Amanlis von den Nachbargemeinden Châteaugiron im Norden, Saint-Aubin-du-Pavail im Nordosten, Piré-Chancé mit Piré-sur-Seiche im Osten, Janzé im Süden, Corps-Nuds im Westen und Südwesten sowie Nouvoitou im Westen und Nordwesten.

## Bevölkerungsentwicklung
| Jahr                      | 1962 | 1968 | 1975 | 1982 | 1990 | 1999 | 2006 | 2013 | 2020 |
| Einwohner                 | 1363 | 1376 | 1339 | 1337 | 1344 | 1442 | 1552 | 1616 | 1759 |
| Quelle: Cassini und INSEE |      |      |      |      |      |      |      |      |      |

## Sehenswürdigkeiten
- Kirche Saint-Martin-de-Tours aus dem 14. Jahrhundert, Fundamente aus dem 11./12. Jahrhundert, seit 1974 als Monument historique eingeschrieben
- Schloss Bois-Tilleul, vermutlich im 18. Jahrhundert neu errichtet und im 19. Jahrhundert umgestaltet
- Wallfahrtskapelle Sainte-Anne-du-Bois, 1877 geweiht
- Herrenhaus Les Valettes, Hauptgebäude aus dem 15. Jahrhundert
- Wegekreuz

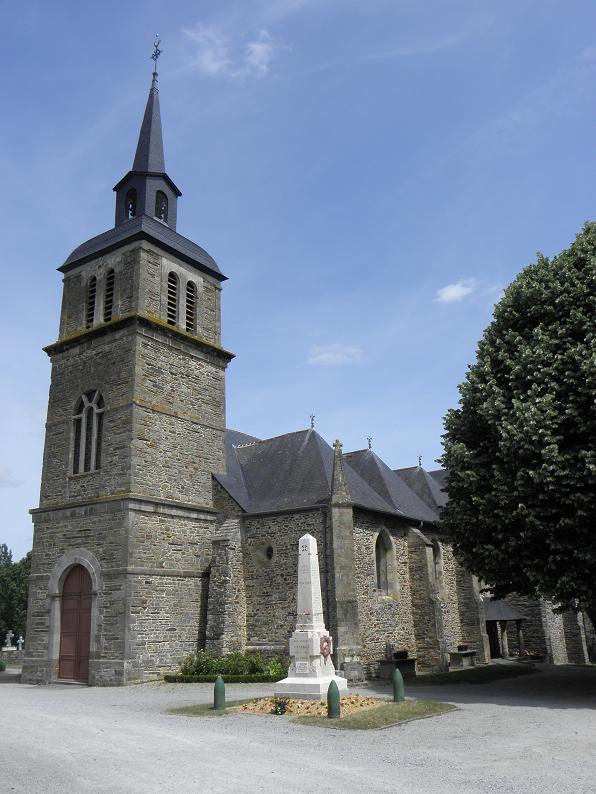
Kirche Saint-Martin-de-Tours
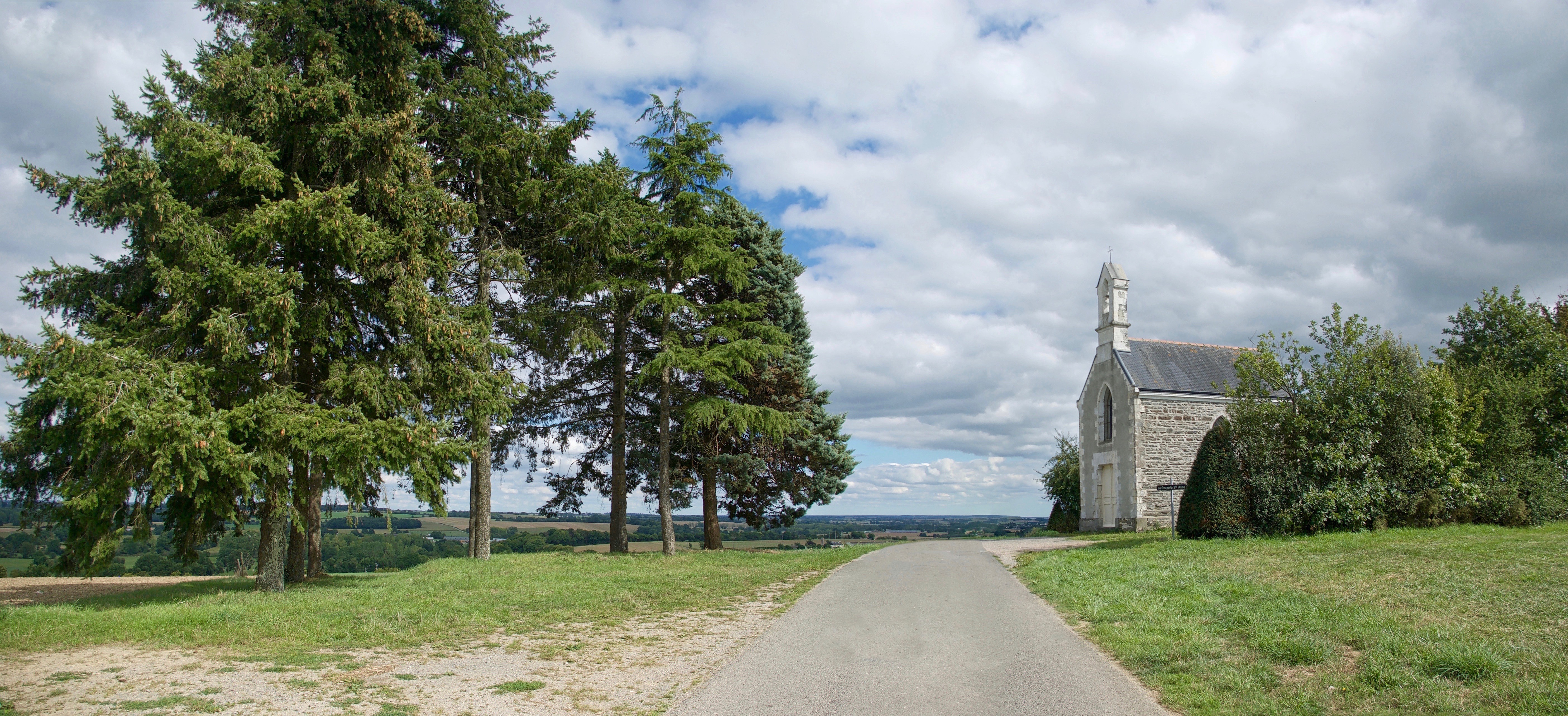
Wallfahrtskapelle Sainte-Anne-du-Bois
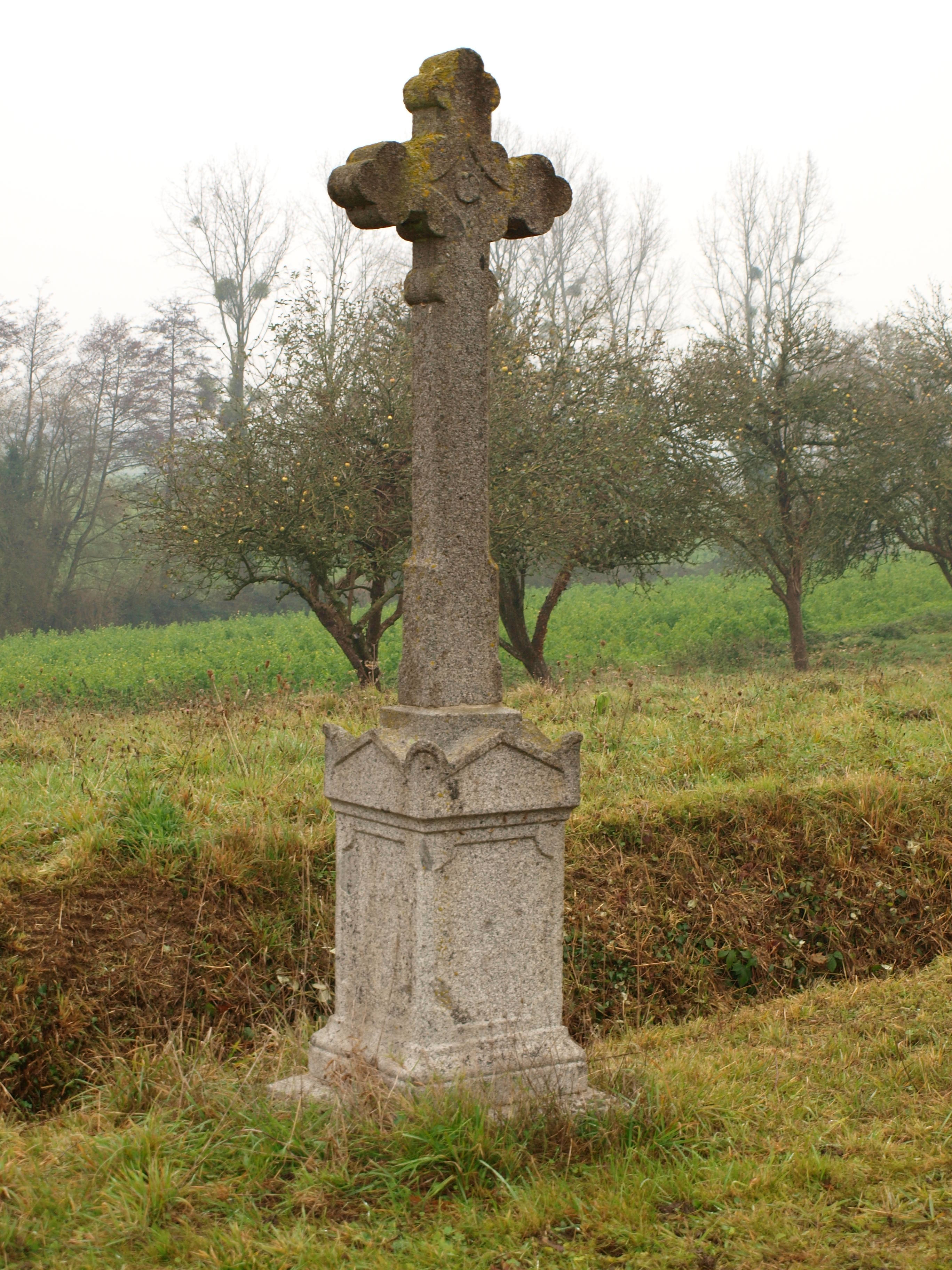
Wegekreuz

## Persönlichkeiten
- Jacques-Joseph Corbière (1766–1853), Pair de France, Innenminister (1821–1827)